# BitchX
BitchX (от англ. bitch — сука, МФА: [bɪʧ ɛks]) — бесплатный IRC клиент для большинства UNIX-подобных систем, распространяется под лицензией BSD. Существует версия для AmigaOS и Windows. Клиент был написан Колтеном Эдвардсоном в сентябре 1994 года. Предшественниками были скрипты для IRC-клиента IrcII ircii-Epic и ircii-Plutonium. Последняя версия BitchX 1.2.1 вышла в ноябре 2014 года. Написана на языке Си и является консольным клиентом. Изначально основанный на ircII, в итоге он вошёл в EPIC IRC client.
Клиент поддерживает IPv6, одновременную работу с несколькими серверами и SSL, но не поддерживает UTF-8. BitchX (часто называемый фанатами «BX» или «сука») хорошо известен уникальными сообщениями при выходе из IRC (/quit).
Программа BitchX занимала 3-е место в списке Readers' Choice Awards журнала Linux Journal в категории «лучший клиент обмена мгновенными сообщениями» в 2000 и 2001 годах.